# Unione dei comuni Alto Calore
L'Unione dei comuni Alto Calore è un'unione di comuni della Campania, in provincia di Salerno, formata dai comuni di: Campora, Castel San Lorenzo, Castelcivita, Felitto, Laurino, Magliano Vetere, Monteforte Cilento, Piaggine, Sacco, Valle dell'Angelo, Roscigno, Gioi, Perito e Stio.

## Storia
L'Unione nasce nel 2000 tramite un accordo tra i comuni di: Campora, Felitto, Laurino, Sacco e Valle dell’Angelo, soci fondatori dell'ente, con l'intento di mettere in rete i paesi della Valle del Calore. Nello stesso accordo venne indicato Laurino come capoluogo dell'ente, Felitto come sede amministrativa.
Per statuto l'unione si occupa dei seguenti servizi:
- servizi sociali
- protezione civile
- canile
- raccolta rifiuti
- mense scolastiche
- manutenzione impianti sportivi
- musei
- servizi ricreativi, culturali
- Avvocatura
- mobilità - sistema trasporti intercomunali
- sportello unico informagiovani
- ufficio coordinamento dello sviluppo economico, sociale, ambientale, infrastrutturale del comprensorio
- servizio informatico
- servizio affissioni
- difensore civico
- nucleo di valutazione
- servizio di mappatura delle funzioni e dei servizi dell'Unione

## I Comuni
L'ambito territoriale  vede come comune capofila la città di Roccadaspide.
Fanno parte della Valle del Calore Salernitano i seguenti comuni:
| Comuni | Comuni                        | Abitanti | Superficie km² | Densità ab./km² | Altitudine m s.l.m. | Sindaco                                                       | Coordinate                  | Anno di ingresso nell'ente |
| ------ | ----------------------------- | -------- | -------------- | --------------- | ------------------- | ------------------------------------------------------------- | --------------------------- | -------------------------- |
|        | Campora                       | 336      | 29,15          | 11,53           | 520                 | Gianni Feola (lista civica Noi SiAmo Campora)                 | 40°18′N 15°18′E             | 2000                       |
|        | Castel San Lorenz             | 2238     | 14,29          | 156,61          | 358                 | Giuseppe Scorza (Lista civica Nuove Idee In Movimento)        | 40°25′N 15°14′E             | 2000                       |
|        | Castelcivita                  | 1383     | 57,64          | 23,99           | 487                 | Antonio Forziati (lista civica "Il Campanile")                | 40°30′N 15°14′E             | 2023                       |
|        | Felitto                       | 1147     | 41,53          | 27,62           | 275                 | Carmine Casella (Lista Civica Per Felitto)                    | 40°22′N 15°15′E             | 2000                       |
|        | Gioi                          | 1075     | 27,99          | 38,41           | 684                 | Maria Teresa Scarpa (lista civica Crescere insieme in comune) | 40°17′N 15°13′E             | 2023                       |
|        | Laurino                       | 1302     | 70,44          | 18,48           | 531                 | Romano Gregorio (Lista civiche Alba per un Futuro Comune)     | 40°20′N 15°20′E             | 2000                       |
|        | Magliano Vetere               | 606      | 23,3           | 26,01           | 650                 | Adriano Piano (Lista Civica Uniti Per Magliano)               | 40°21′N 15°14′E             |                            |
|        | Monteforte Cilento            | 529      | 22,17          | 23,86           | 600                 | Bernardo Mottola (lista civica Per Monteforte)                | 40°22′N 15°12′E             |                            |
|        | Piaggine                      | 1068     | 62,77          | 17,01           | 630                 | Renato Pizzolante (Lista civica Piaggine Rinasce)             | 40°21′N 15°23′E             |                            |
|        | Perito                        | 772      | 24             | 32,17           | 465                 | Pietro Apolito (lista civica) dal 15-5-2023                   | 40°17′51.76″N 15°08′51.58″E | 2024                       |
|        | Roscigno                      | 578      | 15,18          | 38,08           | 570                 | Pino Palmieri (Forza Italia)                                  | 40°24′N 15°21′E             | 2023                       |
|        | Sacco                         | 441      | 23,66          | 18,64           | 600                 | Franco Latempa (lista civica/PD)                              | 40°22′44″N 15°22′42″E       | 2000                       |
|        | Stio                          | 780      | 24,28          | 32,13           | 675                 | Giancarlo Trotta (lista civica)                               | 40°18′36.72″N 15°15′05.51″E | 2023                       |
|        | Valle dell'Angelo             | 217      | 36,6           | 5,93            | 620                 | Salvatore Angelo Iannuzzi (Lista civica/PD)                   | 40°20′41″N 15°22′09″E       | 2000                       |
| Totale | Unione dei Comuni Alto Calore | 12 472   | 473            | 470,46          |                     |                                                               |                             |                            |